# Margareta Ridderstedt (textilantikvarie)
Elin Margareta Ridderstedt, under en tid Ridderstedt Heinemann, född 4 februari 1942 i Västanfors församling i Västmanlands län, är en svensk antikvarie, forskare och författare med fokus på textilhistoria.

## Biografi
Margareta Ridderstedt har vid sidan om långvarig tjänst vid Riksantikvarieämbetets textilavdelning arbetat som forskare, föreläsare och författare om svenska kyrkliga textilier. Hon har gett ut böckerna Järvsödräkten (1983), Folkdräkter i Hälsingland (1991) och Veneziansk sidendamast av svenska 1900-talskonstnärer (2008), men har också medverkat med artiklar i olika tidskrifter. 
Hon doktorerade i konstvetenskap 2017 med avhandlingen Vackert och värdigt. Liturgiska textilier från svenska atelijéer  1880-1930 under handledning av professor Margaretha Rossholm Lagerlöf.  Ovannämnda bok Veneziansk sidendamast av svenska 1900-talskonstnärer är en redovisning av en del av det arbete som ligger till grund för avhandlingen.
Margareta Ridderstedt är dotter till kyrkoherden Matts Ridderstedt och läroverksadjunkten Carola Wernerson. Hon var 1963–1970 gift med intendenten Thomas Heinemann (född 1934).